# 宮城縣道3號鹽釜吉岡線

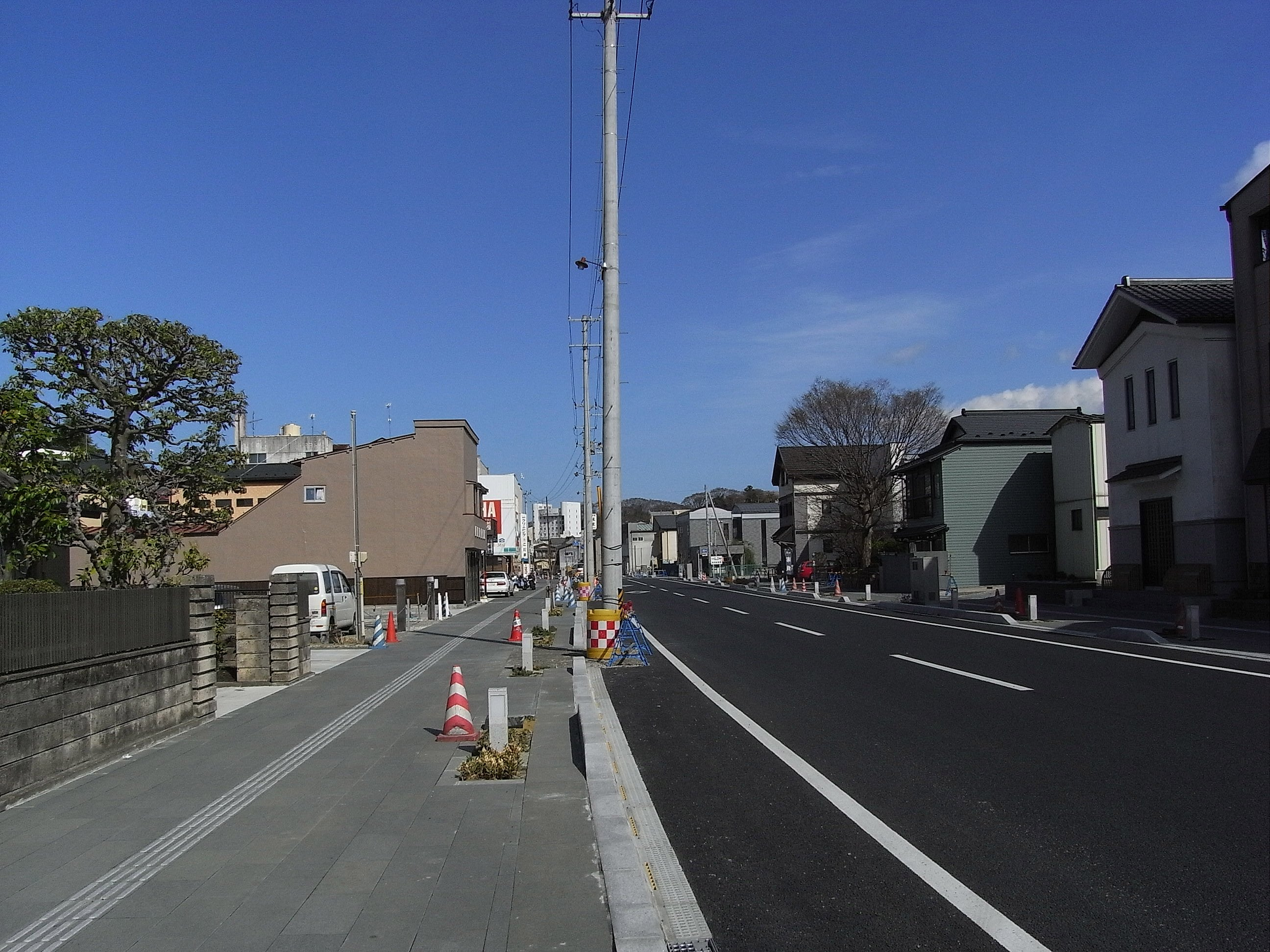
鹽竈市內（2008年4月）

宮城縣道3號鹽釜吉岡線（日语：宮城県道3号塩釜吉岡線）是連接日本宮城縣鹽竈市與黑川郡大和町吉岡的主要地方道。

## 概要
其與東北自動車道的大和IC連接，為同交流道以北（盛岡、青森）至利府、鹽竈方面的最短路線。松島町、石卷市方面則是宮城縣道9號大和松島線）為最短路線。
鹽竈至利府間通過市區道路，道路狹窄車流壅塞。經利府鹽釜IC的繞道（ペア・ブリッジ利府）通車後，雖然解決市區塞車問題，卻也引發繞道與利府街道路口的塞車問題。

### 路線資訊
- 實長：30.2739 km[1]
- 起點：鹽竈市海岸通
- 終點：大和町志田町

## 共線路段
- 利府町中央 - 利府町MOVIX利府前：宮城縣道260號利府停車場綜合運動公園線
- 利府町MOVIX利府前 - 利府町利府鹽釜IC前：宮城縣道8號仙台松島線
- 大和町鶴巢太田 - 大和町仙台北部中核工業團地入口：宮城縣道56號仙台三本木線
- 大和町鶴巢 - 大和町吉岡東：宮城縣道9號大和松島線

## 道路設施
- 石積隧道（富谷町）
長445.0m、高4.7m的拱型構造隧道。1999年竣工。[2]

## 通過行政區
- 宮城縣
  - 鹽竈市 - 宮城郡利府町 - （黑川郡富谷町） - 黑川郡大和町

仙台北部道路的利府白橿台IC入口延伸支線經過富谷町。

## 交會道路
- 國道45號
- 宮城縣道58號鹽釜七濱多賀城線
- 宮城縣道35號泉鹽釜線
- 宮城縣道260號利府停車場綜合運動公園線
- 宮城縣道8號仙台松島線
- 宮城縣道270號利府岩切停車場線
- 仙台北部道路、利府白橿台IC
- 宮城縣道56號仙台三本木線
- 宮城縣道9號大和松島線
- 東北自動車道、大和IC
- 國道4號
- 宮城縣道147號桝澤吉岡線

## 備註
1. ↑  宮城縣土木部.  (PDF). 宮城縣管理道路現況調書（宮城道路）. 宮城縣: 33–34. 2015-03-20  [2015-07-02]. （原始内容存档于2016-01-22）.
2. ↑  宮城縣土木部.  (PDF). 宮城縣管理道路現況調書（宮城道路）. 宮城縣: 58. 2015-03-20  [2015-07-02]. （原始内容存档于2016-01-22）.